# Glorreiche Ketzereien
Glorreiche Ketzereien (Originaltitel: The Gloroius Heresies) ist der Debütroman der irischen Autorin Lisa McInerney, der erstmals am 9. April 2015 im Vereinigten Königreich bei John Murray erschien. Der Roman spielt in Cork, Irland, während des wirtschaftlichen Abschwungs und erkundet die prekären Umstände und Entscheidungen mehrerer Personen, die am Rande der Gesellschaft stehen. Die Handlung thematisiert Drogen- und Alkoholmissbrauch, Armut, Drogenhandel, Prostitution, religiösen Missbrauch, ungewollte Schwangerschaft, Rehabilitation und organisiertes Verbrechen und dreht sich um die versehentliche Tötung eines Einbrechers durch die 59-jährige Maureen sowie die Bemühungen ihres kriminellen Sohnes, den Totschlag zu vertuschen, in die die übrigen Charaktere auf unterschiedliche Weise verstrickt werden.
Glorreiche Ketzereien erhielten breite Anerkennung von der Kritik für die lebendige Prosa, den schwarzen Humor und die mitfühlende, aber ungeschönte Darstellung von gesellschaftlichen Außenseitern. Das Buch gewann 2016 den Baileys Women’s Prize for Fiction und den Desmond Elliott Prize und wurde von The Irish Times und The Guardian zum Buch des Jahres gekürt. Der Roman wurde in mehrere Sprachen übersetzt; die deutsche Ausgabe, Glorreiche Ketzereien, erschien bei Liebeskind und wurde von Werner Löcher-Lawrence übersetzt.

## Handlung
Maureen Phelan erschlägt einen Eindringling mit einem „heiligen Stein“, einer katholischen Devotionalie. Sie wendet sich an ihren Sohn Jimmy Phelan, der die kriminelle Unterwelt der Stadt kontrolliert, und er hilft ihr, das Verbrechen zu vertuschen. Jimmy beauftragt Tony Cusack, einen Jugendfreund, der nun für ihn arbeitet, mit der Beseitigung der Leiche und bedroht die Sicherheit von Tonys sechs Kindern, um seine Kooperation zu gewährleisten.
Tonys Sohn Ryan bricht die Schule ab und beginnt, Drogen an seine Mitschüler zu verkaufen. Ryan liefert Drogen an Georgie, eine jugendliche Ausreißerin, die nach ihrem Freund Robbie O’Donovan sucht – dem Einbrecher, den Maureen getötet hat.
Tony erkennt Maureens Opfer und erwähnt dessen Namen versehentlich während eines Gesprächs mit ihr. Georgie erfährt von ihrer Bekannten Tara Duane, die in der Nähe der Cusacks wohnt, dass Tony Robbie kannte. Als Georgie Tony auf ihren verschwundenen Freund anspricht, wirft er sie in einem Wutanfall gewaltsam hinaus.
Als Jimmy entdeckt, dass Georgie Tony besucht hat, bringt er Tony zu einem abgelegenen Ort am Ufer und droht, ihn zu töten und die Leiche im Meer zu versenken. Jimmy beauftragt dann Tara, Georgie für ihn zu finden.
Georgie kehrt zu dem ehemaligen Bordell zurück, in dem nun Maureen wohnt und Robbie gestorben ist. Als sie einbricht, entdeckt sie das Skapulier ihrer Mutter, ein Souvenir aus Kindheitstagen, das sie damals zurückgelassen hatte, als sie dort arbeitete. Georgie erkennt, dass Robbie in der Nacht seines Todes in das ehemalige Bordell gekommen war, um diesen Gegenstand für sie abzuholen.
Jimmy findet Georgie bei seiner Mutter und will sie töten, aber Maureen greift ein und argumentiert, dass Georgies aufgrund ihrer Mutterschaft zum Schutz ihres Kindes verlässlich schweigen werde. Jimmy gibt nach und zwingt Georgie stattdessen, in einem seiner Bordelle zu arbeiten.
Da Jimmy Georgie nun selbst gefunden hat, erkennt Tara, dass sie und Tony für ihn nicht mehr nützlich sind und will Cork verlassen. Sie bittet Tony, ihr Haus niederzubrennen, um ihre Abreise zu erleichtern. Besorgt darüber, wie viel Tara über Robbie und Jimmy weiß, erwürgt Tony sie stattdessen und benutzt Jimmys Boot, um ihre Leiche zu entsorgen. Als Jimmy das herausfindet, befiehlt er Tony, Georgie zu töten, um alle losen Enden im Zusammenhang mit Robbies Tod zu beseitigen. Ryan belauscht dieses Gespräch und besteht darauf, sich selbst darum zu kümmern.
Ryan schickt Georgie nach London, anstatt sie zu töten. Danach nimmt er eine Überdosis Drogen und landet im Krankenhaus, woraufhin alle glauben, er habe versucht, sich das Leben zu nehmen. Ryan erkennt, dass eine Nacht mit Tara, die er zutiefst bereut, tatsächlich ein sexueller Übergriff gewesen war, nachdem Tara den damals noch minderjährigen Ryan mit Alkohol gefügig gemacht hatte. Er plant, in den River Lee zu springen, trifft aber Maureen auf der Brücke, die ihn an seinem Selbstmord hindert und ihm verspricht, ihm zu helfen, Erlösung zu finden.

## Figuren
Maureen Phelan
Maureen Phelan erschlägt einen Eindringling namens Robbie O’Donovan mit einer katholischen Devotionalie und bittet ihren Sohn Jimmy um Hilfe, um die Tat zu vertuschen. Sie beginnt, mit Robbies Geist über ihre schmerzhafte Vergangenheit zu sprechen – wie sie während der Schwangerschaft verlassen, von ihren Eltern und der Kirche beschämt und von ihrem Kind getrennt wurde. Anstatt ihren Totschlag zu gestehen, verurteilt sie während der Beichte den Klerus und betrachtet ihr vergangenes Leid als Buße für alle zukünftigen Sünden. Sie hindert Jimmy daran, Georgie zu töten, als diese die Wahrheit über Robbie entdeckt, und brennt sowohl das Bordell, in dem Robbie starb, als auch eine Kirche in einem reinigenden Feuer nieder, um dadurch symbolisch die Sünden der katholischen Kirche zu tilgen.
Tony Cusack
Tony Cusack ist ein stadtbekannter Säufer, ein arbeitsloser, verwitweter, gewalttätiger und nachlässiger Vater von sechs Kindern, der von Jimmy Phelan angeheuert wird, um ihn bei der Vertuschung des Mordes an Robbie O’Donovan zu unterstützen. Er verprügelt seinen minderjährigen Sohn Ryan, nachdem er von dessen betrunkener Nacht bei der Nachbarin Tara Duane erfährt, und schlägt wütend Taras Fenster ein, was zu einer gerichtlich angeordneten Rehabilitation führt, die er über sich ergehen lässt, ohne jemals die Verantwortung für seine Alkoholsucht zu übernehmen. Als Georgie Fragen zu Robbie stellt, bringt Tonys unberechenbare Reaktion ihn in Gefahr bei Jimmy, der ihn nun als Risiko sieht und ihm mit dem Tod droht. Seine verzweifelte Lage gipfelt darin, dass er Tara erwürgt, als sie Cork verlassen will, und ihre Leiche mit Jimmys Boot entsorgt.
Ryan Cusack
Ryan Cusack beginnt den Roman im Hochgefühl des ersten Geschlechtsverkehrs mit seiner Freundin Karine, sieht sich aber bald einer Reihe von Schwierigkeiten gegenüber: Er wird von der Nachbarin Tara Duane sexuell belästigt (obwohl er den sexuellen Übergriff nicht sofort vollständig als solchen erkennt), wird von seinem alkoholsüchtigen Vater regelmäßig geschlagen, dealt mit Drogen, bricht die Schule ab und verbringt neun Monate im Gefängnis. Seine Beziehung zu Karine verschlechtert sich, nachdem sie während seiner Haft eine Abtreibung vornimmt und mit einem anderen Burschen schläft, und er reagiert darauf mit wiederholter Untreue. Ryan gerät immer tiefer in Jimmy Phelans kriminelle Welt, übernimmt schließlich den Platz seines Vaters im Umgang mit Georgie (wobei er sich entscheidet, ihr zu helfen, anstatt ihr zu schaden), bevor er eine Überdosis Drogen nimmt, ins Krankenhaus eingeliefert wird und versucht, sich das Leben zu nehmen. Er wird durch Maureens Versprechen der Erlösung davon abgehalten.
Georgie Fitzsimons
Georgie Fitzsimons ist eine drogenabhängige, jugendliche Ausreißerin, die entschlossen ist, die Wahrheit über das Verschwinden ihres Freundes Robbie O’Donovan aufzudecken. Georgie wechselt von der Arbeit im Bordell zur Straßenprostitution, bevor sie Rehabilitation in der Mission „Christians Active In Light“ (CAIL) sucht. Dort erlebt sie eine kurze Phase der Hoffnung, als sie sich in David Coughlan verliebt und schwanger wird. Als David und seine Eltern ihr das Baby nach der Geburt wegnehmen, bricht ihr das Herz, da sie darin den Verlust ihrer Chance auf Erlösung sieht. Die resultierende Hoffnungslosigkeit treibt Georgie zurück in die Prostitution. Ihre beharrlichen Nachforschungen zu Robbies Verschwinden führt sie schließlich zurück in das ehemalige Bordell, in dem er starb, wo sie von Jimmy entdeckt wird. Als Jimmy sie töten will, greift Maureen ein und kann sie zwar vor dem Tod retten, aber nicht vor der Zwangsprostitution in einem von Jimmys Bordellen. Ryan hilft ihr schließlich, nach London zu fliehen, anstatt Jimmys Befehl auszuführen, sie zu töten.

## Schauplatz
Glorreiche Ketzereien spielt in Cork, Irland zur Zeit der Entstehung des Romans, und legt dabei das Hauptaugenmerk auf die Schattenseiten der Stadt – ihre zwielichtigen Viertel, heruntergekommenen Mietskasernen und verarmten Sozialbausiedlungen. Vor dieser urbanen Kulisse zeichnet der Roman ein Porträt Irlands im Griff einer anhaltenden Wirtschaftskrise. Keine der zentralen Figuren hat eine traditionelle Anstellung, die katholische Kirche ist in Skandale verwickelt, und das Land scheint seinen moralischen Kompass verloren zu haben.
McInerney schildert Cork mit solcher Präzision und Persönlichkeit, dass die Stadt selbst zu einer Figur in der Erzählung wird. Durch ihren Gebrauch des lokalen Dialekts und ihre Darstellung der Rhythmen, Spannungen und Widersprüche der Stadt erscheint Cork als Mikrokosmos des zeitgenössischen Irlands. Dessen scheinbare Normalität wird von tief verwurzelten Ungleichheiten untergraben; die soziale Harmonie beruht auf der Unsichtbarkeit der Marginalisierten – Drogenkonsumenten, Sexarbeiter, Alkoholiker und die Verarmten –, deren Realitäten dem beschönigten Bild widersprechen, das die Nation lieber projizieren möchte.

## Themen

### Sünden der Kirche und religiöse Heuchelei
Ein zentrales Thema in Glorreiche Ketzereien ist der lang anhaltende Einfluss Irlands theokratischer Vergangenheit und die Sünden der katholischen Kirche, insbesondere in Bezug auf ihre Behandlung von Frauen. Maureen Phelan, die als junge Frau nach England verbannt und gezwungen wurde, ihr uneheliches Kind aufgrund gesellschaftlicher und religiöser Verurteilung wegzugeben, verkörpert das Trauma, das Generationen unverheirateter irischer Mütter erlitten haben. Ihre persönliche Wut spiegelt eine breitere generationelle Enttäuschung über die institutionelle Religion wider; obwohl Maureen weiterhin an Gott und die spirituelle Welt glaubt, misstraut sie Geistlichen und betrachtet die Kirche als gescheiterte moralische Autorität.
Der Roman stellt häufig authentische Spiritualität den hohlen Relikten institutioneller Religion gegenüber. Maureens „heiliger Stein“ – ein billiges Andachtsobjekt – wird zur Waffe im zentralen Totschlag des Romans und symbolisiert, wie religiöser Kitsch und Scheinheiligkeit zu Instrumenten der Gewalt werden können. Der Stein, einst zur Verehrung bestimmt, wird blutgetränkt und deutet an, dass veräußerlichter und unaufrichtiger Glaube echten Schaden anrichten kann. Dies spiegelt sich in Georgies sentimentaler Bindung an das Skapulier ihrer Mutter wider, das Robbie zum Verhängnis und damit ebenfalls eher zur Last als zum Trost wird.
McInerney nutzt Maureens Entwicklung, um Irlands Übergang vom Katholizismus zum Postkatholizismus zu untersuchen, wo Symbole des Glaubens allgegenwärtig bleiben, aber ihren ursprünglichen Kontext und ihre Autorität verloren haben. Der Heilige Stein und andere heilige Zeichen verweilen als Überreste eines Glaubenssystems, das die irische Gesellschaft tief geprägt und in vielerlei Hinsicht beschädigt hat.

### Erlösung
Erlösung wird in Glorreiche Ketzereien als schwer fassbar und moralisch komplex dargestellt. Maureen präsentiert sich nicht als konventionelle Sympathieträgerin – ihr Totschlag, obwohl in Notwehr begangen, war möglicherweise nicht durch unmittelbare Lebensgefahr gerechtfertigt, und sie zeigt wenig Reue. Sie glaubt, dass ihre jahrzehntelangen Leiden ihr das Recht verliehen haben, nicht zu bereuen, und betrachtet ihre vergangene Viktimisierung als ausreichend Sühne. Nichtsdestotrotz sucht Maureen eine Art Erlösung – nicht in religiöser Vergebung, sondern durch ihre Taten und Beziehungen.
Ihre Verbindung zum Geist ihres Opfers, Robbie, dient als symbolisches Fegefeuer. Sie führt Gespräche mit ihm und behandelt die Heimsuchung sowohl als psychologische Belastung als auch als Gelegenheit, ihre Geschichte zu erzählen. Im Laufe der Zeit wird Robbies Geist zu einem Avatar ihres Gewissens und ironischerweise zu einem Ersatz für den Sohn, den sie einst verloren hat.

### Mutterschaft und mütterlicher Verlust
Mutterschaft – sowohl verwehrt als auch zurückgewonnen – ist ein grundlegendes Thema im Roman. Maureens Trennung von ihrem Sohn Jimmy prägt beider Leben: ihr Trauma führt zu Entfremdung und Bitterkeit, während Jimmys Verlassenheit zu seiner emotionalen Distanz und Kriminalität beiträgt. Trotz ihrer schwierigen Vergangenheit stellt Jimmys einzige selbstlose Handlung – seine entfremdete Mutter aus London zurückzuholen und ihr Schutz anzubieten – seine letzte Verbindung zur moralischen Integrität dar.
Maureens Geschichte ähnelt dem Schicksal vieler irischer Frauen, die in Magdalene Laundries und anderen von der Kirche geführten Heimen für „gefallene Frauen“ interniert wurden. Der Roman nutzt Maureens Geschichte, um zu kritisieren, wie patriarchalische und religiöse Institutionen Frauen historisch für ihre Sexualität bestraft haben, anstatt sie in ihrer Mutterrolle zu unterstützen.

### Institutionelle Vernachlässigung und soziale Ausgrenzung
McInerney konzentriert die Erzählung bewusst auf Arbeiterklasse-Figuren, die in der literarischen Fiktion oft übersehen werden. Der Roman untersucht die Entfremdung und Einsamkeit, die aus gesellschaftlicher Vernachlässigung entstehen, insbesondere in Bezug auf Themen wie Sex, Familie, Sucht und Mutterschaft. Die Charaktere sind von Scham, Trauma und systemischer Verlassenheit geprägt und fühlen sich oft unsichtbar, selbst inmitten ihrer eigenen Gemeinschaften.
Der Roman kritisiert die anhaltenden patriarchalischen Normen, die Weiblichkeit und Männlichkeit auf einschränkende und schädliche Weise definieren, wobei viele Charaktere durch veraltete soziale Erwartungen zum Schweigen gebracht oder marginalisiert werden.

### Coming-of-Age und vergeudetes Potenzial
Ryan Cusacks Coming-of-Age-Geschichte bildet ein wichtiges emotionales und thematisches Rückgrat des Romans. Im Alter von fünfzehn Jahren dealt Ryan bereits mit Drogen, um seinen eigenen Konsum zu finanzieren und seine Familie zu unterstützen. Intelligent, musikalisch begabt und emotional sensibel, rutscht Ryan dennoch unter dem Einfluss seines gewalttätigen, alkoholkranken Vaters und einer Gesellschaft, die ihm nur wenige Auswege bietet, in die Kriminalität ab.
Seine Liebe zu Karine D’Arcy, einer der wenigen stabilen und stärkenden Beziehungen in seinem Leben, verleiht seinem Charakter eine Dimension der Verletzlichkeit. Trotz Phasen der Trennung, einschließlich eines Aufenthalts in einer Jugendstrafanstalt, hält ihre Verbindung an. Eines der ergreifendsten Symbole des Romans ist ein Klavier, das einst Ryan gehörte und auf dem er mit natürlichem Talent spielte. Es wird später an Jimmy Phelans Haushalt verkauft, wo es ungenutzt steht – ein Sinnbild für Ryans vergeudetes Potenzial und den stillen Verlust eines anderen möglichen Lebens.

### Ritual, Feuer und Reinigung
Maureens Brandstiftungen sind reich an symbolischer Bedeutung. Sie zündet das ehemalige Bordell an, in dem ihr Sohn sie untergebracht hat, sowie eine alte Pfarrkirche und vollzieht damit, was sie als Rituale der nationalen und persönlichen Reinigung ansieht. Diese destruktiven Handlungen dienen als Protest gegen die Heuchelei der Institutionen, die sie und andere wie sie unterdrückt haben.

### Eine menschenzentrierte Spiritualität
Während McInerney die institutionelle Religion kritisiert, bietet sie eine mitfühlendere Vision des Glaubens, die in der menschlichen Verbindung verwurzelt ist. Maureen dient nicht nur Jimmy, sondern auch anderen marginalisierten Charakteren, darunter Georgie und Ryan Cusack, als mütterliche Figur. Ihre Empathie und ihre Bereitschaft, sich um andere zu kümmern, stehen im Kontrast zur kalten Moralität der Kirche. Auf ihre eigene Weise praktiziert Maureen eine Art basisorientierte, handlungsorientierte Spiritualität – eine, die sich darauf konzentriert, die Schwachen zu schützen, anstatt sie zu verurteilen.

## Form

### Erzählstruktur
Die multiperspektivische Erzählung folgt verschiedenen Figuren, deren Leben sich in der kriminellen Unterwelt von Cork kreuzen. Der Roman entfaltet sich hauptsächlich in der dritten Person, doch diese Perspektiven wechseln regelmäßig und verleihen der Erzählung einen dynamischen, episodischen Rhythmus. Durchsetzt wird die Erzählungen aber auch immer wieder mit Passagen in Kursivschrift aus der Ich-Perspektive, hauptsächlich von Ryan Cusack und einmal von Karine. Diese intimen Passagen, die erst spät im Entstehungsprozess hinzugefügt wurden, sollten die Leser näher an Ryans obsessive jugendliche Denkweise heranführen und eine Stimme einfangen, die McInerney als zentral für das Herz des Romans ansah.
Die vielschichtige Erzählstruktur spiegelt auch die soziale Fragmentierung wider, die dem Roman zugrunde liegt. Trotz der physischen Nähe der Charaktere bleiben sie emotional isoliert, ihre Geschichten kreisen um Missverständnisse, Scham und verpasste Gelegenheiten.

### Sprache und Ton
Die Sprache des Romans ist in den Besonderheiten des Hiberno-Englischen und den Soziolekten der Arbeiterklasse von Cork verwurzelt. McInerney greift stark auf lokale Idiome und Sprachmuster zurück, um Dialoge zu gestalten, die sowohl authentisch als auch energiegeladen sind.
Kritiker loben McInerneys Gespür für ungewöhnliche Metaphern und pointierte Ausdrücke. Der Roman vermeidet die Falle, Armut für den Effekt auszubeuten, und verzichtet auf voyeuristische Darstellungen des Leidens zugunsten einer geerdeten, charaktergetriebenen Erzählweise.
Der Ton des Romans vermischt Ironie, schwarzen Humor und emotionale Resonanz und schafft so, was Ostalska als „tragikomischen Standpunkt“ bezeichnet. McInerneys Erzählstimme bewahrt eine sorgfältige Distanz – Figuren werden weder sentimentalisiert noch verurteilt.
Isabel Rosende merkt an, dass McInerneys Ton moralische Komplexität widerspiegelt: Charaktere werden sowohl als „beschädigt als auch schädigend“ dargestellt, und die Sympathien des Lesers verschieben sich häufig und unerwartet. Diese Weigerung, Charaktere in klare moralische Kategorien einzuordnen, ist für Rosende eine der herausragenden Stärken des Romans.

## Genre und Einordnung in die Literaturgeschichte
Lisa McInerneys Glorreiche Ketzereien kann als ein „State-of-the-Nation“-Roman betrachtet werden, der, wie Flynn argumentiert, eine „schonungslose Darstellung“ des Landes nach der Krise bietet. Ostalska verorten McInerneys Werk innerhalb des aufkommenden Genres des „Irish Noir“ – auch als Emerald Noir, Celtic Noir oder Hibernian Homicide bezeichnet –, einem Subgenre, das die Konventionen der Kriminalliteratur mit tiefgreifendem sozialem Kommentar verbindet. Dieses Genre wurzelt in Irlands langer Geschichte des Traumas, einschließlich der Desillusionierung, die dem Wirtschaftsboom folgte. Ostalska betont, dass unter der Oberfläche des Celtic-Tiger-Optimismus „dunkle und mysteriöse Kräfte“ fortbestanden und dass es genau diese sind, die der Irish Noir aufzudecken sucht.
Mannion umreißt mehrere Schlüsselmerkmale des Irish Noir, die in McInerneys Roman deutlich werden: eine Betonung witziger, bissiger Dialoge; atmosphärische urbane Schauplätze (insbesondere die Arbeiterklasse von Cork); und eine vielschichtige, moralisch komplexe Figurenzeichnung. Das Genre dreht sich typischerweise um Gewaltverbrechen – insbesondere Mord – und konzentriert sich oft auf zerrüttete Familien. Es ist sozial verankert und setzt sich explizit mit zeitgenössischen Problemen wie Sucht, Armut und Sexarbeit auseinander, während es auch das bleibende Erbe der katholischen Kirche, einschließlich ihrer Komplizenschaft bei Missbrauch und der Marginalisierung von Frauen, hinterfragt.

## Entstehungsgeschichte
Eine der zentralen Figuren des Romans, Maureen Phelan, wird als Teenager schwanger und ist gezwungen, ihren Sohn wegzugeben – eine Erfahrung, die enge Parallelen mit dem familiären Hintergrund der Autorin aufweist. McInerneys leibliche Mutter war ebenfalls neunzehn, als sie ihr Kind – McInerney selbst – zur Welt brachte, und das Kind wurde von ihren Großeltern mütterlicherseits adoptiert.
In Interviews hat McInerney über diesen prägenden Kontext gesprochen und sich selbst als jemanden ohne „eine feste Ursprungsgeschichte“ beschrieben. Sie reflektiert darüber, dass sie „als Kind einer unverheirateten 19-Jährigen geboren und schnell von ihren Eltern adoptiert wurde, weil Irland mich sonst als unehelich eingestuft hätte“, und bemerkt, dass sie „entweder das geliebte Baby der Familie oder ein Symptom des schwierigen Verhältnisses meines Landes zur Religion“ sei.

## Adaptionen
Eine Hörbuchversion, gesprochen von Shelly Atkinson, wurde im August 2016 von Books on Tape veröffentlicht und hat eine Laufzeit von knapp elf Stunden.
Der Roman wird derzeit auch für das Fernsehen adaptiert. Die in Galway ansässige Produktionsfirma Danú Media hat die Rechte erworben, um eine Serie auf der Grundlage von McInerneys Debüt zu entwickeln.

## Rezeption
Lisa McInerneys Glorreiche Ketzereien stießen auf breite Anerkennung von der Kritik und etablierten sie als eine kühne neue Stimme in der zeitgenössischen irischen Literatur. The Irish Times nannte sie „die talentierteste Schriftstellerin, die heute in Irland arbeitet“, während World Literature Today bemerkte, dass McInerney „sich als Stimme einer neuen Generation irischer Schriftsteller positioniert.“
Viele Rezensenten lobten McInerneys stilistische Kühnheit und tonale Agilität. Ein Kritiker in Die Presse beschrieb den Roman als „bewegend, ohne den geringsten Anflug von Kitsch“ und hob seine emotionale Resonanz, die brutale Erfindungsgabe der Sprache und seine gnadenlose Auseinandersetzung mit der katholischen Kirche hervor. Ingeborg Sperl betonte ähnlich McInerneys „Talent für das Groteske“ und bemerkte, dass der Roman „zwischen Sarkasmus und zutiefst berührenden Szenen“ oszilliere.
Jane Murphy hob ebenfalls die „humorvollen und profanen“ Dialoge hervor und zog Vergleiche zu Colm Tóibíns Stil. Sie sieht im subtilen Versprechen der Erlösung für einige Figuren eine weitere Dimension der moralischen Komplexität des Romans.
Einige Kritiker äußerten sich zurückhaltender. Publishers Weekly kritisierte die „übermäßig verschlungene“ Struktur des Romans und deutete an, dass die „gewaltgeprägte Geschichte unter dem Gewicht ihres komplexen Aufbaus“ zeitweise ins Stocken gerate. Dennoch hob dieselbe Rezension die „authentischen und fesselnden Szenen“ von Ryans Beziehung zu Karine und seinem Abstieg in den Drogenhandel hervor. Ebenso bemerkte Alfred Hickling, dass die „Energie im letzten Drittel des Buches nachlässt“, da die Figuren begännen, bekannte Muster „mit weniger überzeugender Wirkung“ zu wiederholen. Dennoch lobte er McInerneys Prosa für ihre „Klarheit und Ökonomie“ und kam zu dem Schluss, dass sie „Talent im Überfluss“ habe.
Joseph O’Connor zog Vergleiche zu Der Pate und Love/Hate, wobei er die Auseinandersetzung des Romans mit „Erlösung, Sünde und Scham“ hervorhob und ihn als „einen vielschichtigen, nuancierten und etwas schwer fassbaren Roman im Gewand einer Carl Hiaasen-artigen Eskapade“ beschrieb. Er lobte McInerneys „wunderschön vermittelte“ Darstellung einer jugendlichen Liebschaft und bemerkte die Seltenheit solch empathischer Darstellungen jugendlicher Intensität und Sexualität. Gleichzeitig räumte O’Connor ein, dass die „umfangreiche Erzählung von Dickens’schem Ausmaß“ des Romans zwar eine Stärke sei, aber manchmal die Plausibilität zugunsten struktureller Ambitionen beeinträchtige.

## Auszeichnungen
2016 wurde The Glorious Heresies mit dem Women’s Prize for Fiction sowie dem Desmond Elliott Prize ausgezeichnet.
Der Roman wurde außerdem von The Irish Times und The Guardian als eines der Bücher des Jahres gewählt.